# Haemanthus tristis
Haemanthus tristis är en amaryllisväxtart som beskrevs av Deirdré Anne Snijman. Haemanthus tristis ingår i släktet Haemanthus och familjen amaryllisväxter. Inga underarter finns listade i Catalogue of Life.